# Закавказская такырная круглоголовка
Закавказская такырная круглоголовка (лат. Phrynocephalus horvathi) — вид ящериц из рода круглоголовок семейства агамовых. Ранее считался подвидом такырной круглоголовки (Phrynocephalus helioscopus), в 2008 году ранг был поднят до вида, но окончательного решения пока нет.

## Внешний вид
Длина туловища этих ящериц достигает до 7 см. Голова как у всех круглоголовок — круглая, имеют сплющенное короткое туловище и такой же хвост, суживающийся к концу. Имеют специальные песчаные «лыжи» — оторочки в виде зубчиков на пальцах ног и на внутренней стороне бедра, чтобы не провалиться в песок.

## Биологические особенности
После зимовки обычно появляются в начале марта и остаются активными до ноября. Закавказские такырные круглоголовки обычно питаются мелкими членистоногими (муравьи, маленькие жуки, пауки и так далее). Самки способны откладывать яйца 2—3 раза в год. В каждой кладке от 2 до 7 яиц (чаще 3—5). В природе живут до трёх лет.
Детёныши вылупляются из яиц примерно через 40 дней и имеют длину 42—49 мм. После перезимовки они становятся половозрелыми, но из новорождённых круглоголовок до следующей весны доживают по некоторым данным около 15—20 %. Высокая смертность связана с беззащитностью и малой подвижностью круглоголовок, которых истребляют ящеричные змеи и удавчики, хищные птицы и млекопитающие. Активны днём, убежищами служат норы песчанок, тушканчиков, собственные норы, устраиваемые у подножия кустарников. Зимние норы достигают глубины до 20 см.

## Распространение, местообитание
Встречаются на территориях Армении, Турции (северо-восточные районы) и Азербайджана (Нахичевань). В частности в Армении известны отдельные популяции в долине реки Аракс. Сохранились в областях Армавира (в районах Баграмяна, Армавира и Вагаршапата) и Арарата. Сейчас известны 6 популяций в долине реки Аракс, численность которых очень мала. В государственном заказнике «Гораванские пески» плотность популяции ящериц составляет 1—2 экземпляра на 1 га, в окрестностях города Армавир — 1—2, в окрестностях деревни Багарана — 2—3.
В основном обитают на высоте 800—1050 м над уровнем моря — преимущественно в местах с сильно изреженным растительным покровом, в каменистых и глинистых полупустынях.

## Взаимодействие с человеком
Вид занесен в Красную книгу МСОП, оценивается как Critically Endangered — на грани исчезновения, потому что он потерял более 80 % ареала за последние 3 поколения (12 лет) из-за использования этих земель для сельского хозяйства и градостроительства.
Из всех государств, на территории которых проживает данный вид, дополнительные меры по его охране приняты только в Армении. Закавказская такырная круглоголовка занесена в национальную Красную книгу (CR A2c; B2ab (i, ii, iii) — находится в критическом состоянии), мероприятия по его сохранению осуществляются в заказниках «Гораванские пески» и «Вордан Кармир». На территории Республики Армении по закону «О платежах возмещения за причиненный ущерб растительному и животному миру вследствие природоохранных правонарушений» за каждую уничтоженную закавказскую такырную круглоголовку (включая яйца в кладках) сумма платежа составляет 15 тыс. драмов.